# زیردریایی تیپ ۲۰۱
زیردریایی تیپ ۲۰۱ (به انگلیسی: Type 201 submarine) یک زیردریایی آلمان-نروژ که طول آن ۴۲٫۴۰ فوت (۱۲٫۹۲ متر)، پهنایش ۴٫۶۰ فوت (۱٫۴۰ متر)، آبخورش ۳٫۸۰ فوت (۱٫۱۶ متر) و وزنش ۳۹۵ تن بزرگ (۴۰۱ تن) و سرعتش نیز ۱۰٫۷ گره (۱۹٫۸ کیلومتر بر ساعت) است. در بین سال‌های ۱۹۶۰ تا ۱۹۶۲ ساخته شد.